# Lycodes sagittarius
Lycodes sagittarius és una espècie de peix de la família dels zoàrcids i de l'ordre dels perciformes.

## Morfologia
- Els mascles poden assolir 27,3 cm de longitud total[4] i 71,4 g de pes.[5]
- Nombre de vèrtebres: 104-109.
- Aletes pèlviques petites.[6][7]

## Alimentació
Menja poliquets, mol·luscs i crustacis.

## Hàbitat
És un peix marí i d'aigües profundes que viu entre 335-600 m de fondària.

## Distribució geogràfica
Es troba a les mars de Kara i Beaufort.

## Costums
És bentònic.

## Observacions
És inofensiu per als humans.